# Enriqueta Compte y Riqué
Enriqueta Compte y Riqué (Barcelona, Catalunya, 31 de desembre de 1866 – Montevideo, Uruguai, 18 d'octubre de 1949) va ser una mestra uruguaianocatalana, més coneguda per haver fundat el primer Jardí d'Infants de Sud-amèrica, el 1892, i per haver contribuït, de forma decisiva, a l'ensenyament preescolar a l'Uruguai i Llatinoamèrica. Va ser una de les primeres docents a dedicar-se a l'ensenyament de nens petits i fou defensora d'una escola pública i laica, i precursora dels principis de l'Escola Activa al país.

## Biografia
Filla de pares catalans, Enriqueta Compte y Riqué va emigrar a l'Uruguai amb la seva família quan amb prou feines era una nena.
Compte obtingué el títol de mestra el 1884, quan tenia dinou anys, i després va viatjar a Europa juntament amb dos mestres més, becada pel govern uruguaià, per obtenir una especialització en educació preescolar. La seva formació la portà a recórrer Bèlgica, Alemanya, Holanda, França i Suïssa, i va conèixer el sistema froëbelià. El pedagog alemany Friedrich Fröbel havia creat el concepte de kindergarten (jardí de nens) el 1840, un conjunt de pràctiques i jocs destinats a formar els nens i nenes més petis, sota la consideració -aleshores molt innovadora- segons la qual el joc és part fonamental de l'aprenentatge del més petits.

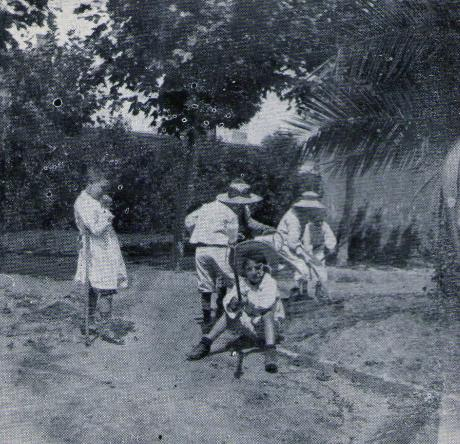
Jardí d'Infants Enriqueta Compte y Riqué (1900)

El 1929 va presentar el Projecte de creació de la Facultat de Pedagogia per cursar les carreres de mestre i de professor. El seu acompliment com a docent li va permetre publicar articles i llibres que tractaven de temes relacionats amb els nens compresos entre els 3 i els 6 anys. Amb mètodes psicològics i pedagògics, el seu treball es va inclinar a estudiar els joves, sempre respectant la seva individualitat i capacitat personal en el procés d'aprenentatge.

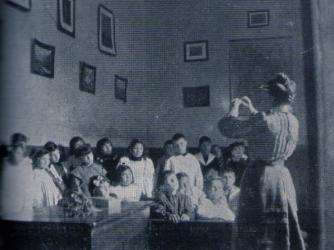
Jardí d'Infants Enriqueta Compte y Riqué (1906)

Un dels seus principis fonamentals, com manifesta en un discurs públic, era:
| « | Cada vegada que s'obre la meva escola dos ànsies porto dins, segura de ser feliç si les veig satisfetes: una és la de provar una cosa nova, una altra la de buscar corregir els defectes descoberts el dia anterior. | » |

També va formar part de diverses associacions que tenien com a objectiu la lluita contra la tuberculosi –per exemple, la Liga Uruguaya contra la Tuberculosis– i l'alcoholisme.
Va ser precursora, a més, d'un mecanisme d'ensenyament laic, basat en les igualtats socials i en la superació d'obstacles que, a criteri seu, eren perjudicials per a l'alumne, però, sobretot, per al nen com un ésser humà que de nou s'endinsa en un món marcat per la disparitat de metes i possibilitats, més si es considera que en la seva època els col·legis eren, en general, religiosos i rutinaris quant a mitjans disponibles per a l'aplicació i transmissió de coneixement.

### Compromís polític i sufragista
Defensora de la República Espanyola, també va lluitar pel vot femení a l'Uruguai, i va ser presidenta de la Secció Escolar del Consell Nacional de Dones: «La concessió de drets polítics a la dona transformarà profundament la condició social dels pobles. Com no és possible concebre'l? És indubtable que serà per al seu profit, ja que els errors de la inexperiència aviat quedaran compensats pel benefici que aportaran les qualitats femenines , en fondre's en un mateix propòsit, amb les de l'home».
Va morir el 18 d'octubre de 1949, a Montevideo, a l'edat de 82 anys.

## Homenatge

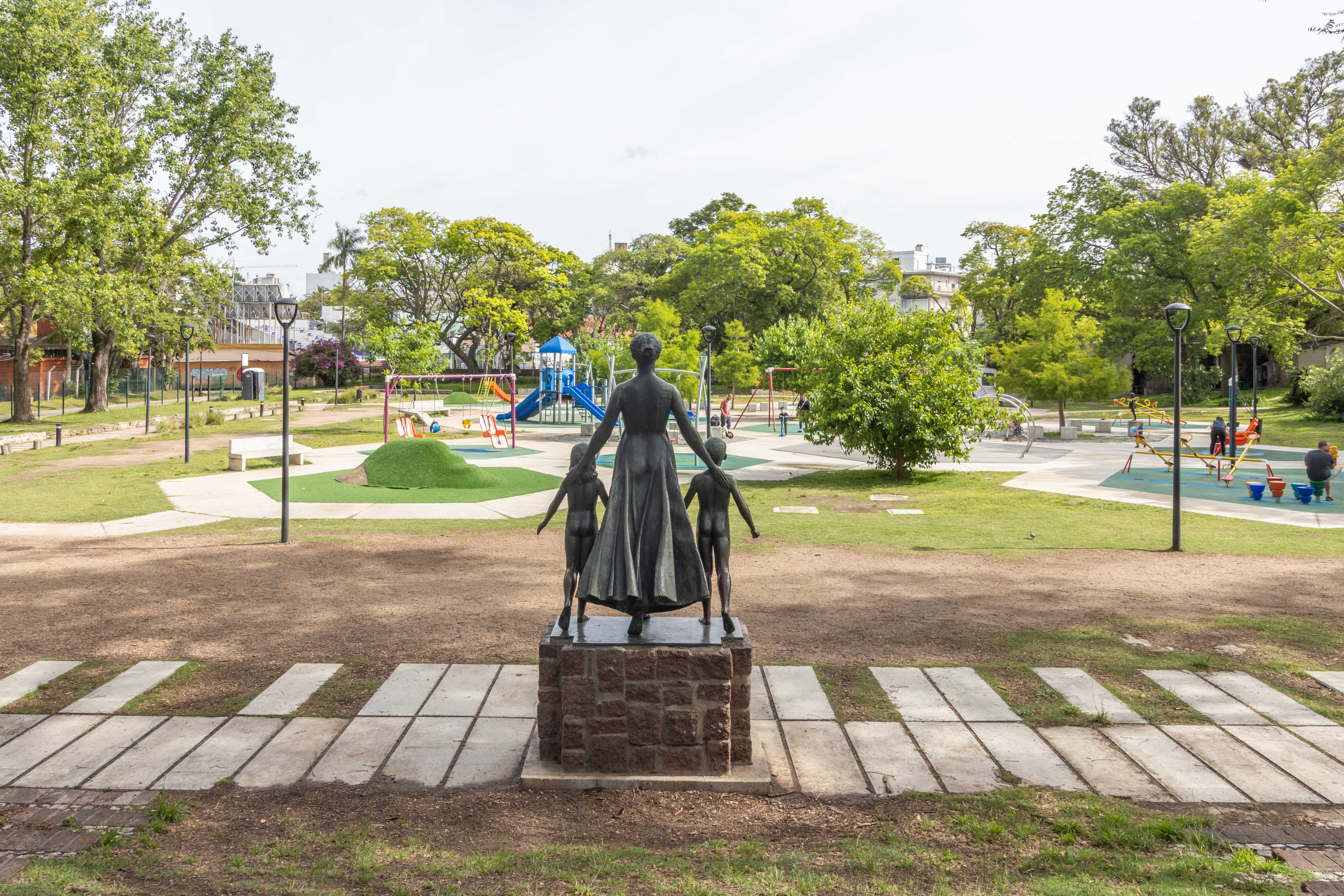
Monument a Enriqueta Compte, a Montevideo

Actualment, l'escola preescolar més antiga del continent sud-americà –el Jardín de Infantes Nº 260–, fundada per ella el 1892, i ubicada en un carrer del barri de l'Aguada, a Montevideo, porta el seu nom. I successives escoles de preescolar del país es proposen adoptar el seu nom. També en aquest barri de la capital de l'Uruguai, hi ha un petit carrer que rep el seu nom en honor d'Enriqueta Compte y Riqué. I un parc de la ciutat un monument recorda la seva obra: «A Enriqueta Compte i Riqué -1866-1849. Va fundar el primer Jardí d'Infants de l'Uruguai. Mestra, va somiar, va crear, va fer amb talent i amor una obra imperible».
Al març de 2016 es va emetre un segell postal en honor seu.
De la mateixa manera, Compte no solament va fer història en l'àmbit de l'educació uruguaiana –en fer ús del sistema de José Pedro Varela–, sinó que, a més, va servir d'exemple i inspiració per a futurs mestres preescolars a molts països llatinoamericans, entre els quals l'Argentina.

## Obra publicada
- 1933, Lecciones de mi escuela
- 1933, Estudio y Trabajo
- 1948, Canciones y juegos de mi escuela